# فرانتس سالا
فرانتس سالا (ایتالیایی: Franz Sala؛ ۱۷ دسامبر ۱۸۸۶ – نوامبر ۱۹۵۲) بازیگر و چهره‌پرداز اهل ایتالیا بود.
از فیلم‌هایی که وی در آن نقش داشته‌است، می‌توان به ترانه عشق، کرم شب‌تاب و ۱۸۶۰ (به‌عنوان چهره‌پرداز) اشاره کرد.